# Konkichi
Konkichi (紺吉, * 13. Dezember) ist eine japanische Mangaka. Ihre Genreparodie BL forever vs. no more BL wurde in Japan verfilmt und erschien auch auf Deutsch. 

## Werdegang und Werk
Das erste von Konkichi kommerziell veröffentlichte Werk ist die Schulkomödie 2-gumi no Kayaguchi-san, das 2009 in der Zeitschrift Manga Goccha erschien. Später veröffentlichte sie vor allem auf Online-Plattformen. 2015 kam dann im Gangan Online ihre Serie Sangatsu wa Ore-sama ni Narimasu heraus, die von zwei Schülerinnen mit zu viel und zu wenig Selbstvertrauen und deren Liebe zu ihren Mitschülern erzählt. Es folgten weitere Serien, von denen BL forever vs. no more BL seit 2022 auch auf Deutsch bei Egmont Manga erscheint und zuvor bereits in Japan als Hörspiel und Dorama umgesetzt wurde. In der Boys-Love-Parodie wird in Kurzgeschichten von einem Jungen erzählt, in dessen Welt sich um ihn herum alle Männer ineinander verlieben. Konkichis Geschichten sind in der Regel romantische Komödien im Schulalltag, gelegentlich mit Erotik, Homosexualität oder Geschlechtertausch. Das 2015 bis 2019 erschienene Mononobe Koshoten Kaikitan sticht dagegen als Mystery- und Horrordrama heraus.

## Bibliografie (Auswahl)
- 2-gumi no Kayaguchi-san (２組のかやぐちさん, 2009)
- Sangatsu wa Ore-sama ni Narimasu (三月は俺様になります, 2015, 3 Bände)
- Mononobe Koshoten Kaikitan (もののべ古書店怪奇譚, 2015–2019, 7 Bände)
- Mahō Shōjo Danshi Kōkōsei (魔法少女男子高校生, seit 2017, 3 Bände)
- BL forever vs. no more BL (絶対BLになる世界VS絶対BLになりたくない男, seit 2018, 5 Bände)
- Wakaba-chan wa Wakarasetai (若葉ちゃんはわからせたい！, seit 2023, 1 Band)